# 方丽平
方丽平（1968年—），河北唐山人，汉族，中华人民共和国政治人物、第十二届全国人民代表大会河北地区代表。
毕业于唐山工程技术学院。2013年，被选为全国人大代表。